# Võ Văn Tường
Võ Văn Tường (sinh 31 tháng 03 năm 1953, Đà Nẵng) là một nhiếp ảnh gia người Việt Nam, chủ đề nhiếp ảnh của ông là các ngôi chùa Phật giáo.

## Tiểu sử
Võ Văn Tường sinh ngày 31 tháng 03 năm 1953 tại thành phố Đà Nẵng, nguyên quán thành phố Huế.

### Học tập
Học sinh trường Hàm Long và trường Quốc Học, Huế; sinh viên viện Đại học Vạn Hạnh và trường Đại học Tổng hợp TP. HCM. Ông đã được Bộ Giáo dục & Đào tạo Việt Nam cấp bằng Thạc sĩ Khoa học xã hội và Nhân văn ngày 20 tháng 6 năm 1996 với đề tài: "Ngôi chùa trong truyền thống văn hóa làng xã Việt Nam"; Đại học Kỷ lục Thế giới (Anh quốc) cấp bằng Tiến sĩ danh dự Kỷ lục Thế giới ngày 21 tháng 9 năm 2013 với đề tài: "Người chụp ảnh, viết sách và triển lãm hình ảnh chùa Việt Nam nhiều nhất".

## Tác phẩm đã xuất bản về Phật giáo
Từ năm 1990 đến năm 2019, ông đã có 26 tác phẩm về Phật giáo và văn hóa Việt Nam (viết riêng và viết chung) được xuất bản: Việt Nam Danh lam Cổ tự (1992), Những ngôi chùa nổi tiếng Việt Nam (1995), CD Rom Chùa Việt Nam xưa và nay (2007), Tượng Phật Việt Nam (2017), Chùa Việt Nam - Những Kỷ lục về Di sản Văn hóa (2019)... Ông đã giảng dạy các môn học Danh lam Cổ tự Việt Nam, Mỹ thuật và kiến trúc Phật giáo Việt Nam, Phương pháp luận nghiên cứu khoa học, Nhiếp ảnh kỹ thuật số tại 24 trường đại học, cao đẳng ở Thành phố Hồ Chí Minh và các tỉnh phía Nam: Học viện Phật giáo Việt Nam, Học viện Hàng không Việt Nam, Đại học Văn hóa, Đại học Kinh tế, Đại học Khoa học Xã hội và Nhân văn, Đại học Hùng Vương.

## Các kỷ lục Việt Nam được công nhận
Ông được Tổ chức Kỷ lục Việt Nam xác lập 6 kỷ lục:
1. Người chụp ảnh và lưu trữ ảnh ngôi chùa nhiều nhất Việt Nam (2006);
2. Tác giả CD Rom "Những ngôi chùa nổi tiếng Việt Nam" là tác phẩm điện tử đầu tiên ở Việt Nam (2005);
3. Tác giả CD Rom "Chùa Việt Nam xưa và nay" là tác phẩm có số lượng hình ảnh và bài viết về ngôi chùa nhiều nhất Việt Nam (2007);
4. Đồng tác giả cuốn sách "Hành hương xứ Phật Ấn Độ - Nepal" là tác phẩm viết về xứ Phật được dịch nhiều ngôn ngữ nhất Việt Nam (2010);
5. Sách ảnh giới thiệu hệ thống tượng Phật và điện Phật ở các ngôi chùa Việt Nam, chùa Việt ở hải ngoại đầu tiên và nhiều nhất (2017);
6. Bộ sách "Chùa Việt Nam hải ngoại" đầu tiên và có nhiều ngôn ngữ nhất (2017).